# Malans (Doubs)
Malans – miejscowość i gmina we Francji, w regionie Burgundia-Franche-Comté, w departamencie Doubs.
Według danych na rok 1990 gminę zamieszkiwało 130 osób, a gęstość zaludnienia wynosiła 12 osób/km² (wśród 1786 gmin Franche-Comté Malans plasuje się na 613. miejscu pod względem liczby ludności, natomiast pod względem powierzchni na miejscu 387.).